# يوكوهاما أرينا
يوكوهاما أرينا (باليابانية: 横浜アリーナ) هي ساحة داخلية تقع في يوكوهاما، محافظة كاناغاوا، اليابان.